# فندق بودابست الكبير
فندق بودابست الكبير (بالإنجليزية: The Grand Budapest Hotel) هوَ فيلمٌ كوميدي من تأليفِ وإخراج ويس أندرسون تَمّ إنتاجه في سنة 2014، الفيلم من بطولة رالف فاينس وف. موراي أبراهام وإدوارد نورتون وسيرشا رونان وأدريان برودي، ويَحكي قِصّة السيّد غوستاف الذي يُحاوِلُ بِمساعَدَة صَديقِه زيرو مُصطفى أن يُبرّئ نَفسَهُ من جَريمةٍ لم يرتكِبها، وقد استوحَى المُخرِج القصّة من العديد من أعمالِ شتيفان تسفايج.
أُنتِجَ الفيلم بالتعاوُنِ بينَ ألمانيا والولايات المتحدة وتمّ تصويرُه في ألمانيا. ولَقيَ إشادَةً بينَ النُقّاد حولَ العالَم واعتُبِرَ من أفضَلِ ما أُنتِجَ في عامِ 2014 في كثيرٍ من القوائمِ العالميّة. وقد رُشِّحَ لنيلِ أربعِ جوائِزَ غولدن غلوب حازَ على واحدةٍ مِنها وهيَ جائزة أفضل فيلم كوميدي. بالإضافة لترشُّحه لنيلِ 9 جوائِزَ أوسكار في حفل توزيع جوائز الأوسكار السابع والثمانون وهوَ أكثّرُ فيلم نالَ على ترشيحاتٍ في ذاك العام مع فيلم Birdman.[بحاجة لمصدر] حازَ على 4 جوائِز أوسكار في الحفل السابع والثمانون وهيَ جائزة أفضل تصميم إنتاج وجائزة أفضل موسيقى تصويرية وجائزة أفضل تصميم أزياء وأخيراً جائزة أفضل مكياج وتصفيف شعر.

## القصة

### مُقدّمة
تَجلِسُ فتاةٌ على كُرسيٍّ في مَقبرةٍ في الزمن
الحاضِر أمام نُصبٍ تِذكاريّ لِكاتبٍ، وتَحمِلُ بينَ ذِراعَيها مُذكّراتٍ عُرِفَ مُؤلّفُها باسمِ الكاتِب (توم ويلكينسون) وبَدأت بِقراءةِ الفَصلِ الأوّل من تِلكَ المُذكّرات حيثُ بدأ الكاتِب بِسردِ حِكايَته من مَكتَبِه عام 1985 عن رِحلةٍ قامَ بِها إلى فُندُق بودابيست الكَبير عام 1968.
تَقَعُ أحداثُ القِصّة في دولةٍ خياليّة تُدعَى زوبروفكا تَقَعُ شَرقَ أوروبا عِنْدَ جِبالِ الألب أوهَنتها الحُروب والفَقر. يَصِلُ الكاتِب في صِغره (جود لو) إلى فُندُق بودابِست الكَبير إذ أنّه حَجَزَ غرفةً فيه ليقضيَ بعضَ الوَقتِ بِمُفرَدِه. يَتَعرّفُ هُناكَ على مالِك الفُندُق زيرو مُصطَفى (ف. موراي أبراهام) ويَدعوهُ ذاكَ الأخيرُ للعَشاءِ ليروي لهُ قَصَّتَهُ كيفَ أصبَح مالِكاً للفُندُق.

### الفَصلُ الأوّل: السيّد غوستاف
تبدأ القَصّةُ في عامِ 1932 في أوجِ عَظَمَةِ الفُندُق حينَ قَدِمَ زيرو مُصطَفى في صِغَرِه (توني ريفولورو) ليَكونَ فتى الرُدهّة في الفُندُق. يَتعرّف هُناك على السيّد غوستاف (رالف فاينس) الذي يَعملُ كبوّابٍ وفي قِسمِ الاستقبالِ في الفُندُق، يقومُ السيّد غوستاف بالاعتناء بالزبوناتِ الأغنياء والمُهمّات. واحِدة من تِلكَ السيّدات هي السيّدة سيلين فيلنوف أو مدام دي (تيلدا سوينتون) التي يَخدِمُها السيّد غوستاف بشتّى الوسائل ويَقضي مَعها الليالي. الجديرُ بالذِكرِ أنّ مالِكَ الفندُق غير مَعروف لأحد ويقومُ بالتواصُل مع العاملين من خَلال مُحاميه ونائِبَه فيلموس كوفاكس (جيف غولدبلوم).

### الفَصلُ الثاني: مَدام سي في ديوت
بعدَ شَهرٍ من آخرِ لِقاءٍ بينَ مَدام دي والسيّد غوستاف، أُبلِغَ السيّد غوستاف أنّ مَدام دي ماتَت في ظُروفٍ غامِضة. يَحزِمُ السيّد غوستاف أمتِعَتَه مع زيرو مُصطَفي على الفور للذهابِ لتوديعِ مدام دي لآخرِ مرّة، ويَسمَعُ وَصيّتَها الأخيرة حيثُ أنّها أورَثته لوحة الفتى مع التُفّاحة التي لا تُقدّرُ بِثَمن. يُغضِبُ هذا الأمر عائلَتها حيثُ أنّهم يأملونَ الحُصولَ عليها وخاصّة ابنُها ديمتري (أدريان برودي) الذي يُعادي السيّد غوستاف بسبَبِ تِلكَ الوصيّة. السيّد غوستاف بِدوره وبِمُساعَدَةِ زيرو يقومانِ بِسرقةِ اللوحة والرجوع مباشرةً إلى الفُندُق ووضعِها في خَزَنةِ الفُندُق. وخِلالَ عودَتهم يتّفِقُ غوستاف مع زيرو على جَعلِه الوَريثَ الشرعيّ لَه في حالِ تُوفّي غوستاف. بعدَ ذلك تَقدِمُ الشُرطة ويُلقونَ القبضَ على غوستاف بِتُهمةِ قَتل مدام دي وذلِكَ بِسبب شهادة زور أُجبِرَ على قولِها سيرج إكس (ماثيو أمالريك).

### الفَصلُ الثالث: مُخيّم المنطقة الجنائيّة 19
يَنجَحُ غوستاف في الهَربِ من السِجن وذلكَ بِمُساعَدةِ زيرو وحبيبته أغاثا (سيرشا رونان) الَذينِ يُرسِلانِ لهما أدوات مُخبّأة داخِل قِطَعِ الحلوى حيثُ أنّهم حَفروا نَفقاً يؤدّي بِهم لخارِج السِجن.

### الفَصلُ الرابع: مُنظّمة المفاتيح المُتقاطِعة
تَزامثناً مع ما حَدَث لغوستاف وزيرو، هُما الآن مُلاحَقان من قِبَل جاي جي جوبلنغ (ويليم دافو) وهوَ قاتِلُ عديمُ الإحساس يَعملُ لِصالِح ديمتري وقد قامَ بِقتلِ كوفاكس حينما رَفَض التعاونَ مَعه. يُجري غوستاف اتصالاً مع مسيو إيفان (بيل موري) وهوَ أحد أعضاءِ مُنظّمة المفاتيح المُتقاطِعة أعضاؤها هم بوّابوا الفنادِق الشهيرة ويُساعِدون بَعضَهُم البَعض. بسببِ مُساعدة إيفان يُسافِر كُلٌّ من غوستاف وزيرو إلي ديرٍ يَقع على سَفحِ جبل لِمُقابَلةِ سيرج وهوَ الشَخصُ الوحيد الذي يستطيعُ تَبرِأة من الاتّهامات الموجّهة إليه. يُخبِرُهم سيرج أنّه الشخصُ الوحيد الذي يَعلمُ وصيّة مدام دي في حالِ ماتت مَقتولة وأنّه قد نَسَخ الوصيّة، ولكن قَبل قولِه عمّا تحوية الوصيّة قام جوبلنغ بقتْلِه، فيقومُ غوستاف وزيرو بِمُلاحَقتِه؛ وعلى المُنحَدر يقوم زيرو بِدَفع جوبلنغ ويُنقِذُ غوستاف.

### الفَصلُ الخامس: نُسخة ثانية من الوصيّة الثانية
الحربُ أوشَكت على البدء، والجيشُ قد سيطَر على الفُندُق وحوّله لِثَكَنةٍ عَسكريّة. وما زال اسمُ غوستاف بلائحةِ المَطلوبين، وقد انفَطَر قلبُه حين شاهَد الفُندُق بهذا النحو. يَطلُب غوستاف من أغاثا أن تَدلُفَ للداخِل وتستردّ اللوحة بِحُجّةِ أنّها توصّل الحلوى، ولكن لا تكتَمِل الخُطّة إذ يَكشِفُها ديمتري ويُلاحِقُها ويُطلقُ الرصاص وتصيرُ الأمور فوضَويّة، يَكتَشفون بالصُدفة النُسخة الثانية من الوصيّة الثانية المُخبّأة في الجُزءِ الخلفيّ من اللوحة. جاءَ في الوصيّة تبرأةُ غوستاف وأنّ مَدام دي تَركت الكثير من ثروتِها لغوستاف ومن ضِمنِها فُندُق بودابست الكَبير حيثُ كانت هي مالِكةُ الفُندُق المجهولة.
بعدَ ذلِك قام غوستاف بتعيين زيرو خَلَفاً له كبوّاب الفُندُق الجديد، وتزوّج زيرو من أغاثا غيرَ أنّها توفيت هي وابنها إثر الحُمّى البروسيّة. أما غوستاف فقد لَقيَ حتفه وذلك بِسَبب دَفاعِه عن زيرو في رِحلةٍ خلالَ القِطار مما أدّى بتوريث جميعِ أملاك غوستاف إلى زيرو.

### خاتِمة
عودةً لعامِ 1968 يُخبَرُ زيرو مُصطفى العجوز الكاتِب أنّ الفُندُق أصبح ضِمنَ نِطاقِ الملكيّة العامّة بسبب الحكومة الجديدة، وأنّه لن يُغلِق الفُندُق رُغمَ خسارَتِه حيثُ أنّه قضى أجمل سنواتِ حياتِه فيه، وينتَظِر الآن انقضاءَ أجله.
أمّا الكاتِب يُغادِرُ إلى أمريكا الجنوبيّة ولا يعودُ أبداً إلى أوروبا. وبالانتقالِ إلى عامِ 1985 يُرى الكاتِب يُنهي مُذكّراتِه وبجواره حفيدُه.
وأخيراً تُنهي الفتاة المُذكّرات في الزمن الحاضِر أثناء جُلوسِها في المَقبرة بالقُربِ من النُصًب التذكاري.

## طاقَم العَمَل
- رالف فاينس بدور السيد غوستاف إتش.
- توني ريفولورو بدور زيرو مصطفى الشاب.
- أدريان برودي بدور ديميتري.
- ويليام دافو بدور جاي جي جوبلنغ.
- جيف غولدبلوم بدور فيلموس كوفاكس.
- سيرشا رونان بدور أغاثا.
- إدوارد نورتون بدور المفتش هنكلز
- ف. موراي أبراهام بدور زيرو مصطفى العجوز.
- جود لو بدور الكاتب وهو شاب.
- توم ويلكينسون بدور الكاتب العجوز
- هارفي كيتل بدور لودويغ.
- بيل موري بدور السيد إفان.

## الإنْتاج

ويس أندرسون في مهرجان برلين السينمائي الرابع والستين

الفيلم هوَ إنتاجٌ مُشتَرَكٌ بينَ ألمانيا والمملكة المتحدة لِصالِح شَركة Grand Budapest Limited البَريطانيّة واستيديوهات Babelsberg الألمانيّة. والفيلمُ قامَ بتمويلٍ مِن الصندوق الألماني للتمويل السينيمائي (DFFF). وقدْ استوحَى أندرسون الفيلمَ من العديدِ من أعمالِ الكاتِب والمُؤلّف النمساوي شتيفان تسفايج خاصّةً رواية أربعةٌ وعشرونَ ساعةً من حياةِ امرأة (1927) ورواية العالَمُ البارِحة (1934-42).
صُوِّرَ الفيلمُ في ألمانيا بالكامِل في مُقاطَعة ساكسونيا مدينةِ كارلتز وفي برلين كما صُوّرت مشاهِد منه في الاستديوهات الداخليّة. وبدأ التَصوير الفِعليّ في 23 يناير 2013 في بِكلتا المَدينتين. وانتَهى في مارس 2013. وقد صُوِرَ الفيلم بِثلاثِ نِسَبٍ عَرضٍ مُختلفة.
اللوحة التي ظَهَرت في الفيلم الفَتى مع التُفّاحة هي لَوحةٌ من عَصرِ النهضة الأوروبيّة قيلً في الفيلم أنّها للفنّان يوهانس فان هويتل الصَغير وقد رَسَمها مايكل تايلور للفيلم واستَغرقَ رَسمُها أربعَ أشهر. أمّا عن المُعجّنات فقد تعاقَد أندرسون خبّازٍ محليٍّ في المدينة وأشرفَ عليه للوصولِ للشكلِ النهائي. الجديرُ بالذِكر أن هُناكَ مقالات في ويكيبيديا استُخدِمت لتملأ الفراغ في الصُحف المُزيّفة.

### الموسيقى التَصويريّة
موسيقى الفيلم التصويرية من تأليفِ وتَلحين ألكسندر ديسبلا الَذينِ عَمِلا معاً في فيلم مملكة بزوغ القمر والسيّد فوكس الرائع. بِشكلٍ عام فقد ألّف ديسبلا الموسيقى بالإضافَة لوجودِ ألحانٍ لأغانٍ شعبيّةٍ روسيّة كما ألّف أوسي شابل بعضَ المقاطِع. والألحنُ من تأدية الأوكسترا الروسية للفنون الشعبيّة. وقد صَدَرَ ألبوم الموسيقى التصويريّة في 3 مارس 2014 واحتوى على 32 مَقطعاَ موسيقيّاً مُدّتُهم ساعةٌ كاملة.

## الإصدار

### العرض الرسمي
أُعلِن بتاريخ 16 أكتوبر 2013 أن الفيلم سيُصدَر في 7 مارس 2014. وفي نوفمبر 2013، أُعلِن عن افتتاح الفيلم في مهرجان برلين السينمائي الرابع والستين بتاريخ فبراير 2014. وفاز الفيلم هناك بجائزة Jury Grand Prix.

### الإصدار المَنزِلي
صَدَر الفيلم على أقراصِ DVD وBlu-ray بتاريخ 17 يونيو 2014.

## الاستقبال الجماهيري

### تَقييمُ النُقّاد
لَقيَ الفيلم نجاحاً نقديّاً واعتُبِرَ من أفضلِ أفلام السنة، وقد حصل على تقييم 92% في موقع الطماطم الفاسدة مع نتيجة 89 بناءً على 221 مراجعة. وحصل أيضًا على تقييم 88 في موقع ميتاكريتيك بناءً على 47 ناقدًا. كتب درو مكويني من موقع HitFix: «من الآمن أن أقول أن فندق بودابست الكبير هو واحد من تلك اللحظات الفجائية، فيلم جميل جدًا من البداية حتى النهاية لدرجة أنني شككت في نفسي، هل استمتعت بذلك الفيلم لهذه الدرجة؟»

### شُبّاك التَذاكِر
وَصَلت إيراداتُ الفيلم حولَ العالم لأكثَر من 174 مليون دولار بميزانيّة قُدّرت بـ26 مليون دولار.

### الجوائز والترشيحات
| المرشح      | الجائزة                 | النتيجة |
| ويس أندرسون | Grand Jury Prize        | فوز     |
| ويس أندرسون | دب برلين الذهبي         | رُشِّح     |
| ويس وأندرسن | جائزة ديفيد دي دوناتيلو | رُشِّح     |

## وصلات خارجية
- فندق بودابست الكبير على موقع IMDb (الإنجليزية)
- فندق بودابست الكبير على موقع ميتاكريتيك (الإنجليزية)
- فندق بودابست الكبير على موقع الموسوعة البريطانية (الإنجليزية)
- فندق بودابست الكبير على موقع روتن توميتوز (الإنجليزية)
- فندق بودابست الكبير على موقع نتفليكس (الإنجليزية)
- فندق بودابست الكبير على موقع قاعدة بيانات الأفلام العربية
- فندق بودابست الكبير على موقع ألو سيني (الفرنسية)
- فندق بودابست الكبير على موقع Turner Classic Movies (الإنجليزية)
- فندق بودابست الكبير على موقع أول موفي (الإنجليزية)
- فندق بودابست الكبير على موقع بوكس أوفيس موجو (الإنجليزية)